# Adolf Kriegs-Au
Adolf Kriegs-Au nebo Adolf von Kriegs-Au, uváděn též Adolf Kriegsau (13. prosince 1819 Vídeň – 30. října 1884 Vídeň), byl rakousko-uherský, respektive předlitavský spisovatel, státní úředník a politik, v roce 1880 ministr financí Předlitavska.

## Biografie
Vystudoval právo na Vídeňské univerzitě. V roce 1841 vstoupil do státních služeb jako správní úředník v Dolních Rakousích. Během revoluce roku 1848 patřil mezi radikály a podílel se na vyhlašování ústavy ve Vídni. Během následujících měsíců se ale názorově proměnil. Jako tajný kurýr udržoval komunikaci s budoucím císařem Františkem Josefem I. Od roku 1849 byl pracovníkem ministerstva vnitra a do roku 1854 působil v Sedmihradsku. Roku 1856 se stal dvorním radou při Místodržitelství v Pešti. V roce 1859 byl úředníkem v Prešpurku. Díky působení ve východní části monarchie se naučil maďarsky a získal kontakty na uherskou šlechtu.
Když v roce 1860 byla v Rakousku obnovena ústavní vláda a skončila éra bachovského neoabsolutismu, byl dočasně propuštěn ze státních služeb a po tři roky neměl stálé profesní uplatnění. Navíc mu tehdy zemřela žena. Věnoval se péči o děti a studiu. Od roku 1863 pracoval na místodržitelství v Dolních Rakousech a pak v Horních Rakousech. Zde se osobně seznámil se spisovatelem Adalbertem Stifterem. Sám působil jako spisovatel. Roku 1865 se stal sekčním šéfem na státním ministerstvu, kde vedl odbor kultu a vyučování. následujícího roku se zapojil do úřednických struktur rakouské armády a podílel se posléze na řízení komise pro likvidaci válečných škod. Později zasedal ve vedení Dunajské paroplavební společnosti.
16. února 1880 se stal ministrem financí Předlitavska ve vládě Eduarda Taaffeho. Ministerstvo vedl do 26. června 1880. Jako ministr řešil zejména otázku zlaté půjčky. Musel také řešit opozici ze strany německorakouských liberálů, kteří ho vnímali jako názorově nepřátelskou a nekompetentní osobu. Liberál Ernst von Plener ho označil za člověka působího zcela bezmocně.
Následně se profiloval jako publicista. Napsal cestopis ze svého zájezdu do Egypta i do Ameriky a pravidelně přispíval do Wiener Zeitung. V roce 1883 napsal i román Moderne Größen. Zemřel náhle na nemoc během příprav na cestu do Indie.